# Tomas Concepcion
Tomas F. Concepcion (Marawi, 4 november 1935 - 30 mei 2012) was een Filipijns beeldend kunstenaar. Concepcion woonde het grootste deel van zijn leven in Italië en stond bekend om zijn portretten en bronzen beelden. 

## Biografie
Tomas Concepcion werd geboren op 4 november 1935 in Marawi op het zuidelijke Filipijnse eiland Mindanao. Hij studeerde Kunstschilderen en Drama aan San Francisco State College. Hij studeerde ook aan École des beaux-arts de Montréal in het Canadese Montreal. In de jaren 60 vertrok hij naar Europa, waar hij zich vestigde in de Italiaanse hoofdstad Rome, waar hij een studio had.
Concepcion werd met name bekend in Europe en de Verenigde Staten door zijn bronzen beelden en portretten. Hij was een veelgevraagd portrettist van beroemde mensen in Rome. Ook produceerde hij vele bronzen beelden. Bekende beelden van zijn hand zijn die van de paus Johannes Paulus II, de Filipijnse nationale held Jose Rizal en de vermoorde senator Benigno Aquino jr., revolutionary Jose Rizal, and Pope John Paul II. Concepcion hield zijn eerste solotentoonstelling in 1963 in Palm Beach Galleries in Florida. Later volgende nog vele tentoonstellingen in galleries in Europa, De VS en in Manilla.
Van 1992 tot 1995 was Concepcion lid van het Filipijns Huis van Afgevaardigden. Hij was geen gekozen lid van werd benoemd als sector afgevaardigden namens een arbeiderspartij die opkwam voor de vele Filipijnse OFW's (Overseas Foreign Workers).
Concepcion overleed in 2012 op 76-jarige leeftijd. Hij was nooit getrouwd.